# Deutsche Limes-Straße
Die Deutsche Limes-Straße ist eine touristische Route für Autofahrer.
Sie folgt dem Verlauf des UNESCO-Welterbes Obergermanisch-Raetischer Limes von Bad Hönningen am Rhein bis Regensburg an der Donau und berührt dabei 60 bedeutende römische Denkmale sowie archäologische Lehrpfade und Wanderwege. An der Strecke finden sich viele kulturhistorisch interessante Stationen der römischen Geschichte im Rheinland, in Hessen, Baden-Württemberg und Bayern.
Die Deutsche Limes-Straße besteht seit 1995. Initiator und ehemaliger Vorsitzender des dazugehörenden Trägervereins war der damalige Oberbürgermeister von Aalen, Ulrich Pfeifle, der auch Gründungsmitglied der Deutschen Limeskommission ist.

## Verlauf der Route
Vom Rhein bei Bad Hönningen führt die 700 Kilometer lange Route zunächst durch den Westerwald, den Taunus und die Wetterau. Südlich von Hanau überquert sie den Main, dem sie mit einem Schlenker durch Aschaffenburg bis Miltenberg folgt. Im zweiten Teil werden dann der Odenwald, die Hohenloher Ebene, der Schwäbisch-Fränkische Wald, die Schwäbische Alb und das Altmühltal passiert, bis das Ziel in Regensburg an der Donau erreicht ist.

## Weitere Limeswege

### Deutscher Limes-Radweg

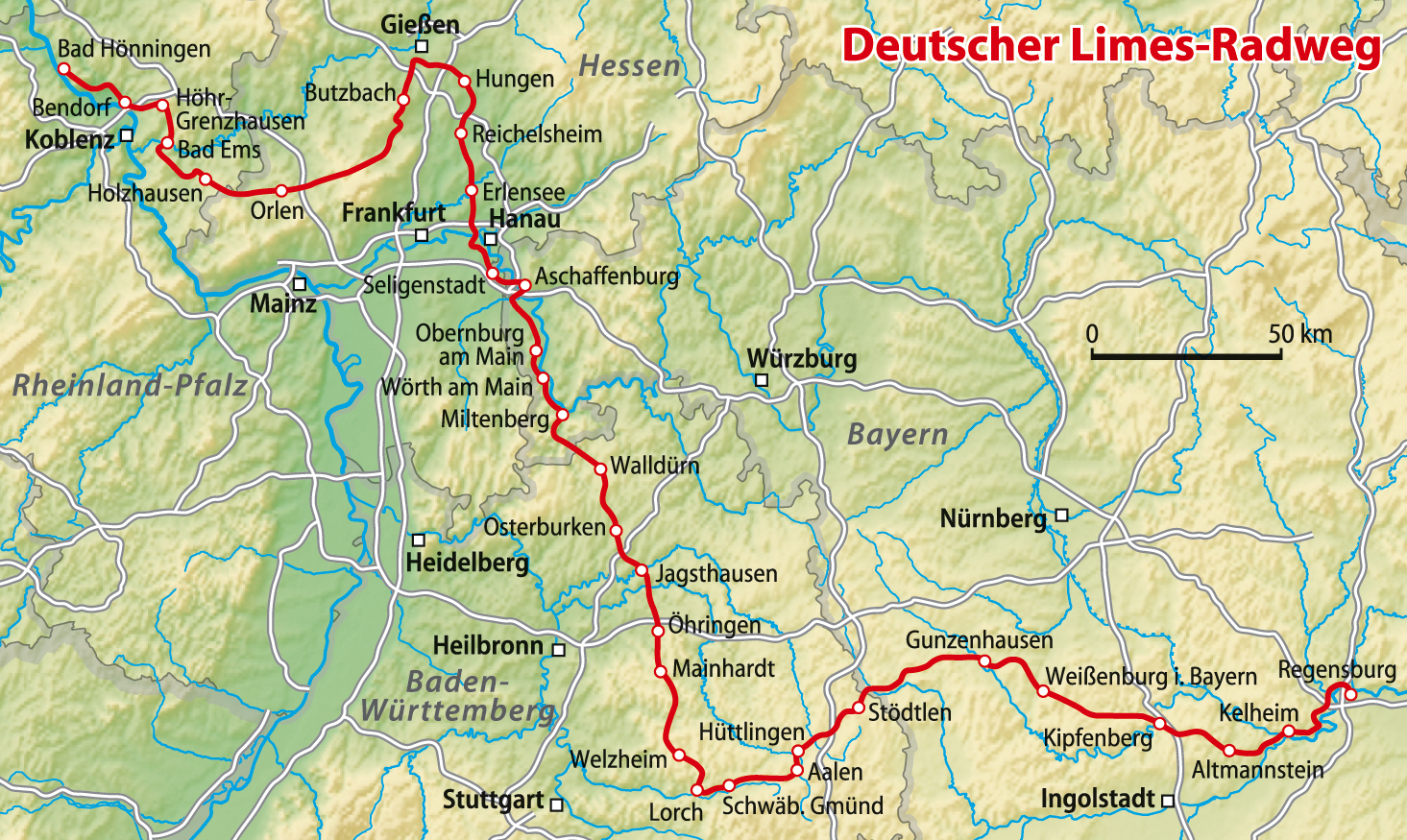
Verlauf des Limes-Radweges

Der Deutsche Limes-Radweg ist ein beschilderter Radfernweg, der über 800 Kilometer lang dem Limes folgt. Die Route verläuft vom Beginn des Limes bei Rheinbrohl bis Regensburg an der Donau.

### Wanderwege
Der Deutsche Limes-Wanderweg folgt dem Limes auf 734,7 Kilometer und setzt sich aus verschiedenen einzelnen Limeswanderwegen zusammen:
- Der Limeswanderweg (= Limesweg) im Westerwald und Taunus ist ein 126 Kilometer langer Fernweg von Rheinbrohl bis Lindschied.
- Der Limes-Wanderweg (HW 6) des Schwäbischen Albvereins ist ein 245 Kilometer langer Fernweg von Miltenberg bis Wilburgstetten. Der Teilabschnitt von Miltenberg bis Osterburken wird dabei als Östlicher Limesweg (HW 37) vom Odenwaldklub betreut.
- Der Limesweg (Weg 46) des Fränkischen Albvereins ist ein 150,7 Kilometer langer Fernweg von Wilburgstetten bis Eining, einem Ortsteil von Neustadt an der Donau nördlich von Bad Gögging. Allerdings trägt der Fränkische Albverein nur noch für die gut 40 Kilometer von Wilburgstetten bis Gunzenhausen die Hauptverantwortung.
- Östlich von Gunzenhausen ersetzt der Limeswanderweg des Naturparks Altmühltal den alten Weg des Fränkischen Albvereins.

## Trägerschaft
Träger der Deutschen Limes-Straße und des Limes-Radweges ist der Verein Deutsche Limes-Straße e. V. in Aalen. Der Verein ist ein Zusammenschluss von 90 Orten, Landkreisen und Touristikgemeinschaften. Gemeinsames Ziel ist es, den Limes als bemerkenswertes und hervorragendes archäologisches Denkmal in Mitteleuropa in das Bewusstsein der Öffentlichkeit zu rücken.